# Ted Piccard
Ted Piccard (ur. 30 listopada 1978 w Albertville) – francuski narciarz, specjalista narciarstwa dowolnego. Zajął 21. miejsce w skicrossie podczas igrzysk olimpijskich w Vancouver. W tej samej konkurencji zajął 29. miejsce na mistrzostwach świata w Inawashiro. Najlepsze wyniki w Pucharze Świata osiągnął w sezonie 2007/2008, kiedy to zajął 20. miejsce w klasyfikacji generalnej, a w klasyfikacji skirossu był piąty.
Jego bracia Franck i Ian oraz siostra Leïla uprawiali narciarstwo alpejskie.

## Sukcesy

### Igrzyska olimpijskie
| Miejsce | Dzień     | Rok  | Miejscowość | Konkurencja | Zwycięzca      |
| ------- | --------- | ---- | ----------- | ----------- | -------------- |
| 21.     | 21 lutego | 2010 | Vancouver   | Skicross    | Michael Schmid |

### Mistrzostwa Świata
| Miejsce | Dzień   | Rok  | Miejscowość | Konkurencja | Zwycięzca    |
| ------- | ------- | ---- | ----------- | ----------- | ------------ |
| 29.     | 2 marca | 2009 | Inawashiro  | Skicross    | Andreas Matt |

#### Miejsca w klasyfikacji generalnej
- 2004/2005 – 98.
- 2005/2006 – 49.
- 2007/2008 – 20.
- 2008/2009 – 63.
- 2009/2010 – 39.

#### Miejsca na podium
1. L’Alpe d’Huez – 13 stycznia 2010 (Skicross) – 3. miejsce

- W sumie 1 trzecie miejsce.